# Udo Wagner
Udo Wagner (* 2. listopadu 1963 Budyšín, Německá demokratická republika) je bývalý východoněmecký a německý sportovní šermíř, který se specializoval na šerm fleretem. Východní Německo a sjednocené Německo reprezentoval v osmdesátých a devadesátých letech. Na olympijských hrách startoval v roce 1988 a 1992 v soutěži jednotlivců a družstev. V soutěži jednotlivců získal na olympijských hrách 1988 stříbrnou olympijskou medaili. S německým družstvem fleretistů vybojoval na olympijských hrách 1992 zlatou olympijskou medaili a v roce 1993 vybojoval s družstvem titul mistrů světa.